# Gabriel Sandru
Gabriel Sandru (* 1974 in Vatra Dornei, Rumänien) ist ein deutscher Kameramann und Regisseur mit Wohnsitz in Zürich.

## Leben
Gabriel Sandru wurde 1974 in Vatra Dornei geboren. Er studierte Film/Video an der Zürcher Hochschule der Künste sowie an der Universität für Drama und Film Universität für Drama und Film Bukarest. Er war bei zahlreichen Fiktion- und Dokumentarfilmen verantwortlich für die Kameraführung und Bildgestaltung, unter anderem in wiederholten Zusammenarbeiten mit Regisseuren und Regisseurinnen wie Esen Işık und Simon Jaquemet. Gabriel Sandru wurde mehrfach für seine Arbeiten ausgezeichnet.

## Filmografie (Auswahl)

### Filme als Kameramann
- 2011: Contemporary (Dokumentarfilm, Regie: Elodie Pong)
- 2012: Du&Ich (Kurzfilm, Regie: Esen Işık)
- 2012: Appassionata (Dokumentarfilm, Regie: Christian Labhart)
- 2013: Super Boost (Kurzfilm, Regie: Jonas Meier)
- 2013: Wir kamen um zu helfen (Dokumentarfilm, Regie: Thomas Isler)
- 2014: They Chased Me Through Arizona (Kinofilm, Regie: Matthias Huser)
- 2015: Yasin will leben (Dokumentarfilm, Regie: Christian Labhart)
- 2015: Köpek (Kinofilm, Regie: Esen Işık)
- 2016: La idea de un lago (Kinofilm, Regie: Milagros Mumenthaler)
- 2016: The Way Down To Your Belly (Kinofilm, Regie: Jonas Meier)
- 2017: Autour de Luisa (Kinofilm, Regie: Olga Baillif)
- 2018: Der Unschuldige (Kinofilm, Regie: Simon Jaquemet)
- 2019: Al-Shafaq – Wenn der Himmel sich spaltet (Kinofilm, Regie Esen Işık)
- 2019: Das Drama des begabten Sohnes (Dokumentarfilm, Regie Daniel Howald)
- 2021: Azor
- 2024: Polvo serán
- 2024: Tatort: Fährmann (Fernsehreihe)

### Filme als Regisseur
- 2005: Concluzie (Kurzfilm, Diplomfilm an der ZHdK)

## Nominationen (Auswahl)
- 2020 Nomination für den Schweizer Filmpreis für die Beste Kamera in Al-Shafaq – wenn der Himmel sich spaltet[1]
- 2019 Nomination für den Schweizer Filmpreis für die Beste Kamera in Der Unschuldige[2]
- 2016 Nomination für den Schweizer Filmpreis für die Beste Kamera in Köpek[3]
- 2005 Nomination für den Pardino d’oro am Locarno Film Festival für die Regie in Concluzie (Short Film, Kategorie Best Swiss Talent)[4]